# Barcelona 1992 (album)
Barcelona 1992 is een studioalbum van Michel Huygen alleen. Hij nam het op in zijn eigen Hologram Studio in Barcelona. 
Het album bevat delen van de filmmuziek die Huygen componeerde bij de televisiefilm An olympic death van Manuel Esteban naar een detectiveroman van Manuel Vázquez Montalbán in de serie rond privédetective Pepe Carvalho. Carvalho beweegt zich op het snijvlak in Barcelona tussen een oude socialistische stad tegenover maar onder bewind van Francisco Franco en de ontwikkeling richting de kapitalistische Olympische Zomerspelen 1992; hij moet een moord oplossen.
In de periode na de film en het album besloot het Internationaal Olympisch Comité de Olympische Spelen daadwerkelijk aan Barcelona toe te wijzen (oktober 1986).
Het album werd in Spanje uitgebracht via het label Discos Radioactivas Organizados (DRO); de Britse persing verscheen bij AMP-Records; platenlabel van Mark Jenkins. 
Het album kende diverse heruitgaven. De compact disc kwam in 1988 via het platenlabel Thunderbolt (Magnum Music Group). In 1989 en 1992 kwamen daarvan Zwitserse persingen uit via Tuxedo Music, waarvan de tweede in een nieuwe hoes werd gestoken en in The positive killer (10:40) een nieuw opgenomen bonustrack bevatte.

## Musici
Michel Huygen speelt alle instrumenten.

## Muziek
| Nr. | Titel                          | Duur |
| --- | ------------------------------ | ---- |
| 1.  | Carvalho (Huygen)              | 2:28 |
| 2.  | Impossible love (Huygen)       | 3:32 |
| 3.  | The chase (Huygen)             | 3:27 |
| 4.  | Meeting at the Hilton (Huygen) | 5:40 |
| 5.  | Loneliness (Huygen)            | 2:29 |

| Nr. | Titel                        | Duur  |
| --- | ---------------------------- | ----- |
| 1.  | Barcelona 1992 (Huygen)      | 4:00  |
| 2.  | Tonight … the night (Huygen) | 17:34 |